# チョウンシー (DD-296)
|          |                                                     |
| 艦歴     |                                                     |
| 発注     |                                                     |
| 起工     | 1918年6月17日                                       |
| 進水     | 1918年9月29日                                       |
| 就役     | 1919年6月25日                                       |
| 退役     | 1923年10月26日                                      |
| 除籍     | 1925年9月25日                                       |
| その後   | 1925年9月25日にスクラップとして売却                 |
| 性能諸元 |                                                     |
| 排水量   | 1,215トン                                           |
| 全長     | 314 ft 4 in (95.81 m)                               |
| 全幅     | 30 ft 8 in (9.35 m)                                 |
| 吃水     | 9 ft 10 in (3.0 m)                                  |
| 機関     | ギアード・タービン2軸推進、26,500 SHP (20 MW)       |
| 最大速   | 35 ノット (65 km/h)                                 |
| 航続距離 | 4,900 海里 (9,100 km)（15ノット時）                 |
| 乗員     | 士官、兵員130名                                     |
| 兵装     | 4インチ砲4門、3インチ砲1門、 21インチ魚雷発射管12基 |

チョウンシー (USS Chauncey, DD-296) は、アメリカ海軍の駆逐艦。クレムソン級駆逐艦の1隻。艦名はアイザック・チョウンシーに因む。その名を持つ艦としては2隻目。

## 艦歴
チョウンシーは1918年6月17日にカリフォルニア州サンフランシスコのユニオン鉄工所で起工する。1918年9月29日にD・M・トッド夫人によって進水し、1919年6月25日に艦長W・A・グラスフォード中佐の指揮下就役する。就役後は太平洋艦隊に配属された。
就役後チョウンシーはサンディエゴおよびメア・アイランドからハワイに向けて出航、太平洋岸沿いに艦隊演習、砲術訓練およびその他の訓練を実施した。1920年7月15日から1921年10月14日までサンディエゴおよびメア・アイランドで予備役状態で待機し、その後第31駆逐分艦隊の旗艦として現役に復帰した。
1923年9月8日の晩、チョウンシーは他の駆逐艦と共にサンフランシスコからサンディエゴまで濃霧の中サンタバーバラ海峡に向けて航行していた。隊列の先頭艦が進路を誤り座礁し、後続の6隻も岩礁の多いカリフォルニア沿岸で次々に座礁した。チョウンシーを含む7隻の駆逐艦がポイント・パーデナルズで尖った岩に乗り上げた。この事故は後にホンダポイント遭難事件と呼ばれるようになった。

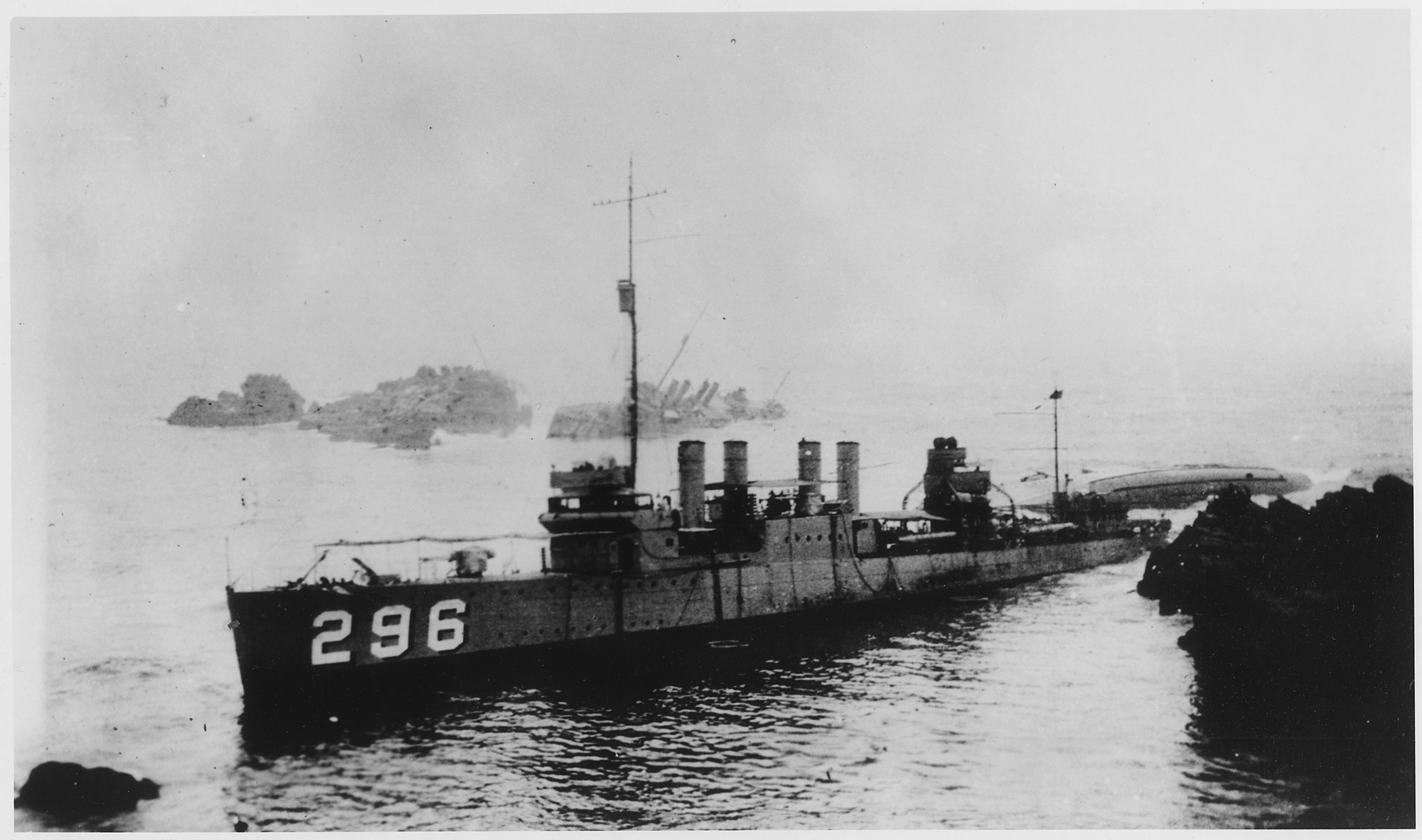
ホンダポイントで座礁したチョウンシー

チョウンシーは直立したまま座礁し、近くではヤング (USS Young, DD-312) が転覆していた。チョウンシーの乗員は全て無事だったため、すぐにヤングの救援に向かった。ケーブルを渡してヤングの乗員70名を救出した。チョウンシーから乗員が泳いで沿岸の岩礁にケーブルを繋いでライフラインを確保した。チョウンシーとヤング両艦の乗員はこのケーブルを伝って安全な場所に避難した。チョウンシーの船体は放棄され、1923年10月26日に退役した。船体はサルベージされ、1925年9月25日付けでスクラップとして売却された。